# Caryl Phillips
Caryl Phillips (St. Kitts, 13 marzo 1958) è uno scrittore, drammaturgo e saggista britannico.
Meglio conosciuto per i suoi romanzi, per i quali ha vinto diversi premi, Phillips è considerato uno dei principali autori della sua generazione ed è spesso descritto come uno scrittore dell’Atlantico nero, dato che molte delle sue produzioni letterarie sono influenzate dal suo interesse e dalla sua attitudine indagatoria nei confronti delle popolazioni che hanno vissuto la diaspora africana in Inghilterra, nei Caraibi e negli Stati Uniti. Oltre al ruolo di scrittore, Phillips ha ricoperto l'incarico di docente presso numerose università americane, tra cui l’Amherst College nel Massachusetts, la Columbia University e l’Università di Yale, nella quale insegna letteratura inglese dal 2005.

## Biografia

### Primi anni
Caryl Phillips nasce a St. Kitts, un'isola delle Piccole Antille, da Malcom e Lilian Phillips, il 13 marzo 1958. Quando ha appena quattro mesi di vita, si trasferisce con la sua famiglia in Inghilterra e si stabilisce a Leeds, nello Yorkshire. La sua infanzia è pervasa da un grande senso di non-appartenenza e dalla difficoltà di integrazione sociale, e così la lettura diviene il suo unico rifugio.

### Studi universitari e prime opere
Nel 1976 Phillips vince una borsa di studio al Queen's College a Oxford, dove inizialmente segue un corso di laurea in psicologia, ma che abbandona a favore dello studio della letteratura, ritenendolo un percorso più efficace per comprendere la complessità della mente umana. Ed è così che intraprende lo studio della letteratura inglese, per poi laurearsi nel 1979. Mentre si trova ad Oxford, partecipa alla direzione di numerose opere teatrali e passa diverse estati a lavorare come macchinista all'Edinburgh International Festival.
Una volta laureato conduce una brillante carriera da scrittore e inizia a comporre opere per il teatro. Si trasferisce a Edimburgo, dove vive per un anno, e si dedica alla stesura della sua prima opera teatrale, Strange Fruit (1980), un titolo ispirato alla nota canzone di Billie Holliday, che fu prodotta dal Crucible Theatre di Sheffield. L'opera racconta i drammi di una famiglia afro-caraibica che risiede da circa vent'anni in Gran Bretagna, stretta fra due culture e attraversata da conflitti intergenerazionali.
A Londra, dove si sposta qualche anno dopo, Phillips si dedica alla stesura di altre due opere teatrali: Where There is Darkness (1982) e Shelter (1983), messe in scena al Lyric Hammersmith.
A ventidue anni, Phillips visita St. Kitts per la prima volta dopo che la sua famiglia aveva lasciato l'isola nel 1958. Nel viaggio trova l'ispirazione per scrivere il suo primo romanzo, The Final Passage, che viene pubblicato cinque anni dopo. Dopo aver pubblicato il suo secondo libro, A State of Independence (1986), Phillips compie un viaggio in Europa, che riporta in una collezione di saggi chiamata The European Tribe (1987). Tra la fine degli anni ottanta e l'inizio degli anni novanta Phillips divide il suo tempo tra l'Inghilterra e St. Kitts, mentre lavora ai romanzi Higher Ground (1989) e Cambridge (1991).

### Carriera accademica
In seguito Phillips intraprende la carriera accademica come docente universitario di letteratura inglese, che lo porta a viaggiare in tutto il mondo.
Nel 1990 accetta un posto come docente ospite presso l'Amherst College nel Massachusetts, dove rimane per otto anni, diventando nel 1995, anno della promozione, il più giovane professore di inglese di ruolo negli Stati Uniti. Nel frattempo, scrive quello che è il più famoso dei suoi romanzi, Crossing the River (1993), che vince il James Tait Black Memorial Prize, e viene selezionato per il Booker Prize. Dopo aver accettato il posto all'Amherst College, Phillips si divide per un certo numero di anni tra l'Inghilterra, St. Kitts e gli Stati Uniti. Trovando questo modo di vivere incredibilmente estenuante e costoso, Phillips decide infine di rinunciare alla sua residenza a St. Kitts, anche se riferisce di continuare a visitarla regolarmente.
Nel 1998, viene assunto come Professore di Migrazione e Ordine Sociale presso il Barnard College della Columbia University. Nel 2005 si trasferisce presso l'Università di Yale, dove ancora oggi lavora come professore di letteratura inglese e conduce corsi di Narrativa Avanzata, Narrativa Inglese Contemporanea e Scrittura Creativa. Il suo insegnamento è principalmente centrato sulla Letteratura Contemporanea Post-coloniale in lingua inglese.
Ha ricoperto inoltre incarichi temporanei come professore ospite presso le università in Ghana, Svezia, Singapore, Barbados, Canada, Polonia, Inghilterra e India.

## Stile letterario e tematiche
La sua produzione letteraria esplora i temi dell'identità nazionale, dell'esilio, del disorientamento culturale, dell'appartenenza etnica, della sessualità e delle differenze di genere, in un amalgama di storie e personaggi che vivono la diaspora africana in Inghilterra, nei Caraibi e negli Stati Uniti, in uno stato di continua dislocazione identitaria.
L’Africa, secondo Phillips  “non può guarire, non è uno psichiatra”; alla nozione di “home”, intesa come famiglia e come patria, egli - rifiutando di confinare l’identità in un solo luogo  - oppone l’idea dell’ “Atlantic home”, rappresentata da un triangolo in cui all'apice si trova la Gran Bretagna, e ai lati l’Africa e il Nord America.
La schiavitù è un ambito di particolare interesse per Phillips. Le sue opere trattano questioni come la storia, le origini, l'appartenenza e l'esclusione. Un'attenta lettura dei suoi lavori rivela infatti una rete di relazioni inter-testuali con fonti più antiche e spesso contraddittorie, e la sua preoccupazione predominante consiste nell'esplorare quelle voci a cui non è arrivata la testimonianza storica della schiavitù.

## Opere

### Romanzi
- The Final Passage (1985)
- A State of Independence (1986)
- Higher Ground (1989)
- Cambridge (1991)
- Crossing the River (1994)
- La memoria del sangue (The Nature of Blood, 1997), Imprimatur, 2016
- A Distant Shore (2003)
- Dancing in the Dark (2005)
- Sotto la nevicata (In the Falling Snow, 2009), Mondadori, 2011, traduzione di B. Draghi
- The Lost Child (2015)
- A View of the Empire at Sunset: A Novel (2018)

### Saggistica
- The European Tribe (1987)
- The Atlantic Sound (2000)
- A New World Order (2001)
- Foreigners (2007)
- Colour Me English (2011)[15]

### Antologie
- Extravagant Strangers: A Literature of Belonging (1997)
- The Right Set: A Tennis Anthology (1999)[16]

### Opere teatrali
- Strange Fruit (1981)
- Where There is Darkness (1982)
- Il rifugio (The Shelter, 1984), Liguori editore, 2015
- Rough Crossing (2007)[17]

### Sceneggiature
- Playing Away(1987)
- The Mystic Masseur (2001)[18]

### Opere radiofoniche
- The Wasted Years (1985)[19]

## Premi e riconoscimenti
Caryl Phillips è uno scrittore di grande sensibilità e liricità, e nel corso degli anni le sue opere sono state riconosciute con premi letterari di alto profilo.
- 1984: BBC Giles Cooper Award "Best Radio Play of the Year" per The Wasted Years
- 1984: The British Council Fiftieth Anniversary Fellowship
- 1984: Arts Council of Great Britain Bursary in Drama
- 1985: Malcolm X Prize for Literature per The Final Passage
- 1987: The Martin Luther King Memorial Prize per The European Tribe
- 1992: The (London) Sunday Times Young Writer of the Year per Cambridge
- 1992: Guggenheim Foundation Fellowship
- 1993: The Booker Prize shortlist per Crossing the River
- 1994: Lannan Literary Award
- 1994: James Tait Black Memorial Prize per Crossing the River
- 1994: Rockefeller Foundation Bellagio Residency
- 1999: The University of the West Indies Humanities Scholar of the Year
- 2000: Membro della Royal Society of Literature
- 2002: Mar Del Plata Film Festival, Argentina Silver Ombu for Best Screenplay per The Mystic Masseur
- 2002: Mel and Lois Tukman Fellow of the New York Public Library's Dorothy and Lewis B. Cullman Center for Scholars and Writers
- 2003: The Booker Prize per A Distant Shore
- 2004: Caribbean American Heritage Award for Outstanding Contribution to Literature
- 2004: Hurston/Wright Legacy Award Finalist in Fiction per A Distant Shore
- 2004: Commonwealth Writers Prize come Miglior Libro per A Distant Shore
- 2004: Pen/Faulkner Award for Fiction Finalist per A Distant Shore
- 2004: National Book Circle Critics Finalist in Fiction per A Distant Shore
- 2006: PEN/Open Book Award per Dancing in the Dark
- 2006: Membro Onorario The Queen's College, Oxford University
- 2007: Essence Literary Award Finalist per Foreigners
- 2011: Membro della Royal Society of Arts
- 2013: Anthony N Sabga Caribbean Award for Excellence
- 2016: Hurston/Wright Legacy Award Finalist in Fiction per The Lost Child[20]